# Aeroclub Suriname

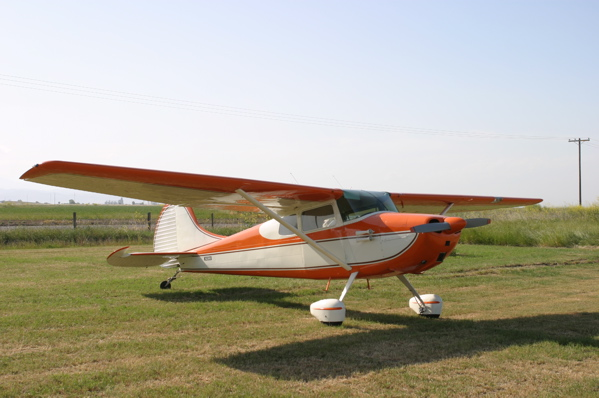
Cessna170 B (hier niet Surinaams)

Aeroclub Suriname is een luchtsportvereniging die gevestigd is op Zorg en Hoop Airport nabij Paramaribo. Enkele vliegers die door de club zijn opgeleid stroomden later door als gezagvoerder op een DC-8 van de SLM.

## Geschiedenis
De club werd op 17 februari 1961 opgericht. Dit was de eerste vliegvereniging van het land. Rein van Ommeren was de eerste voorzitter. De club had aan het begin 21 leden. Aanvankelijk had de club nog geen eigen lesvliegtuig en er werd begonnen met geven van theorielessen in meteorologie, navigatie, aerodynamica, luchtvaartrecht, instrumenten en motoren.
Bij de Surinaamse Luchtvaart Maatschappij (SLM) werd vervolgens een Cessna 170 B gehuurd waarmee de lessen van start gingen. Via de Bedrijven Exploitatie Maatschappij (BEM) en de Surinaamse Waterleiding Maatschappij (SWM) werden bouwmaterialen verkregen waarmee vrijwilligers van de vereniging een hangar bouwden op het vliegveld Zorg en Hoop. Toen de hangar afgebouwd was, werd in september 1961 een Piper Super Club gekocht van de SLM. Een deel van het bedrag werd door de vereniging zelf bijeengebracht en het andere deel werd kwijtgescholden door premier Johan Pengel en minister J Thijm van Openbare Werken. Vervolgens konden de lessen van de vereniging beginnen. Nog dezelfde maand werd een luchtshow gegeven.
Aeroclub Suriname bleef overeind, ondanks de problemen zoals allerlei kinderziektes en gebrek aan leden, geld en instructeurs. In februari 1966 werd een Cessna 172 B gekocht uit Guyana en in september van dat jaar opnieuw een Piper Cub; deze was afkomstig van de Nederlandse luchtsporttegenhanger KNVvL. Dit vliegtuig werd getoond tijdens de tweede luchtshow die een maand later werd gehouden. Daarnaast waren er demonstraties zweefvliegen, sproeien en parachutespringen. Hierna waren er nog verschillende malen vervangingen in het vliegtuigbestand. Acht leden hadden op dat moment een brevet bij de club gehaald. Enkele leden wisten later door te stromen naar de DC-8 en werden gezagvoerder bij de SLM. In 1967 en 1986 verongelukte een vliegtuigje van de club. Beide keren bleven de ongelukken zonder dodelijke slachtoffers.
In 2002 kwam het boek 40 jaar Aeroclub Suriname: vliegen is leuk uit over de club, ter gelegenheid van het 40-jarig bestaan van de club. In 2014 leverde de club opnieuw een piloot af met een commercial pilot licence.